# Anisostachya apikyensis
Anisostachya apikyensis är en akantusväxtart som beskrevs av Raymond Benoist. Anisostachya apikyensis ingår i släktet Anisostachya och familjen akantusväxter. Inga underarter finns listade i Catalogue of Life.